# 利哈伊 (堪薩斯州)
利哈伊（英語：Lehigh）是一個位於美國堪薩斯州馬里昂縣的城市。

## 地方資料
根據2020年美國人口普查的數據，利哈伊的面積為0.83平方千米，當中陸地面積為0.83平方千米，而水域面積為0.00平方千米。當地共有人口161人，而人口密度為每平方千米193.98人。